# Konstancja Nałęcz-Raczyńska-Bojanowska

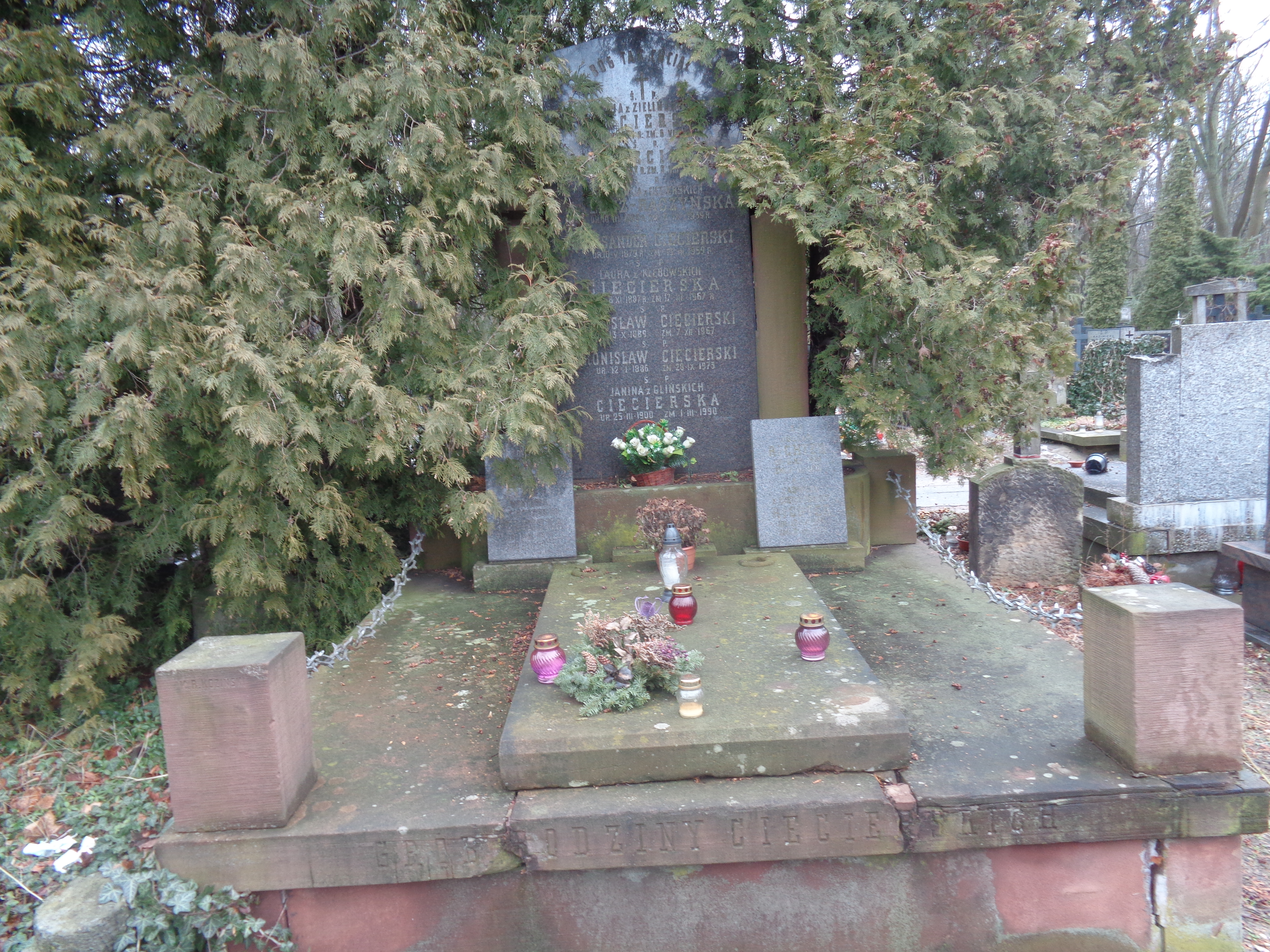
Grób Konstancji Nałęcz-Raczyńskiej na cmentarzu Powązkowskim

Konstancja Maria Nałęcz-Raczyńska-Bojanowska (ur. 18 grudnia 1922 w Warszawie, zm. 28 maja 2020 tamże) – polska biochemiczka, prof. dr hab.

## Życiorys
Córka Władysława i Konstancji. Pielęgniarka podczas powstania warszawskiego. Odbyła studia na Uniwersytecie Warszawskim oraz w Szkole Głównej Gospodarstwa Wiejskiego w Warszawie. Przebywała na stypendiach w Weasley College w Dover oraz Cornell University (1947) oraz na Uniwersytecie Oksfordzkim (1967/1968). W 1957 obroniła pracę doktorską, następnie uzyskała stopień doktor habilitowanej. W 1980 nadano jej tytuł profesora w zakresie nauk przyrodniczych. Pracowała w SGGW, Akademii Medycznej, Instytucie Hodowli i Aklimatyzacji Roślin – Państwowego Instytutu Badawczego. Członkini honorowa Polskiego Towarzystwa Biochemicznego, wieloletnia redaktorka czasopisma „Acta Biochimica Polonica”.
Zmarła 28 maja 2020. Pochowana na Cmentarzu Powązkowskim w Warszawie.